# Großadmiral von Tirpitz
Die Großadmiral von Tirpitz war ein deutscher Fischdampfer, der im Ersten Weltkrieg in der Kaiserlichen Marine als Vorpostenboot diente. Benannt war der Dampfer nach Großadmiral Alfred von Tirpitz.

## Geschichte
Offensichtlich wurde das Boot im Auftrag der Kaiserlichen Marine gebaut. Die Indienststellung erfolgte am 20. Februar 1917. Die Besatzungsstärke und Bewaffnung sind unbekannt. Der Dampfer diente zuerst in der Nordseevorpostenflottille, ab 1918 in der II. Geleitflottille/10. Halb-Flottille. 1919 wurde es offenbar als Minensuchboot in der 4. M-Flottille Ost/8. Halb-Flottille eingesetzt. Wann diese Verwendung beendet wurde, ist nicht bekannt.
Am 20. Juli 1920 wurde das Boot offenbar aufgrund der Bestimmungen des Versailler Vertrags britische Kriegsbeute. Da Großbritannien offenbar keine Verwendung für das Schiff hatte, wurde es nach Spanien verkauft, wo es unter dem Namen Carmen de C. als Fischdampfer eingesetzt wurde. 1952 wurde es aus dem Register gelöscht. Der weitere Verbleib ist unbekannt.

## Schwesterschiffe
Die Schwesterschiffe Kattegat, Skagerrak, Lister Tief, Admiral von Capelle und Admiral Souchon wurden ebenfalls auf der Stettiner Oderwerft gebaut.